# 3900 Кнежевич
3900 Кнежевич (3900 Knežević) — астероїд головного поясу, відкритий 14 вересня 1985 року.
Тіссеранів параметр щодо Юпітера — 3,522.